# Comté de Sligo

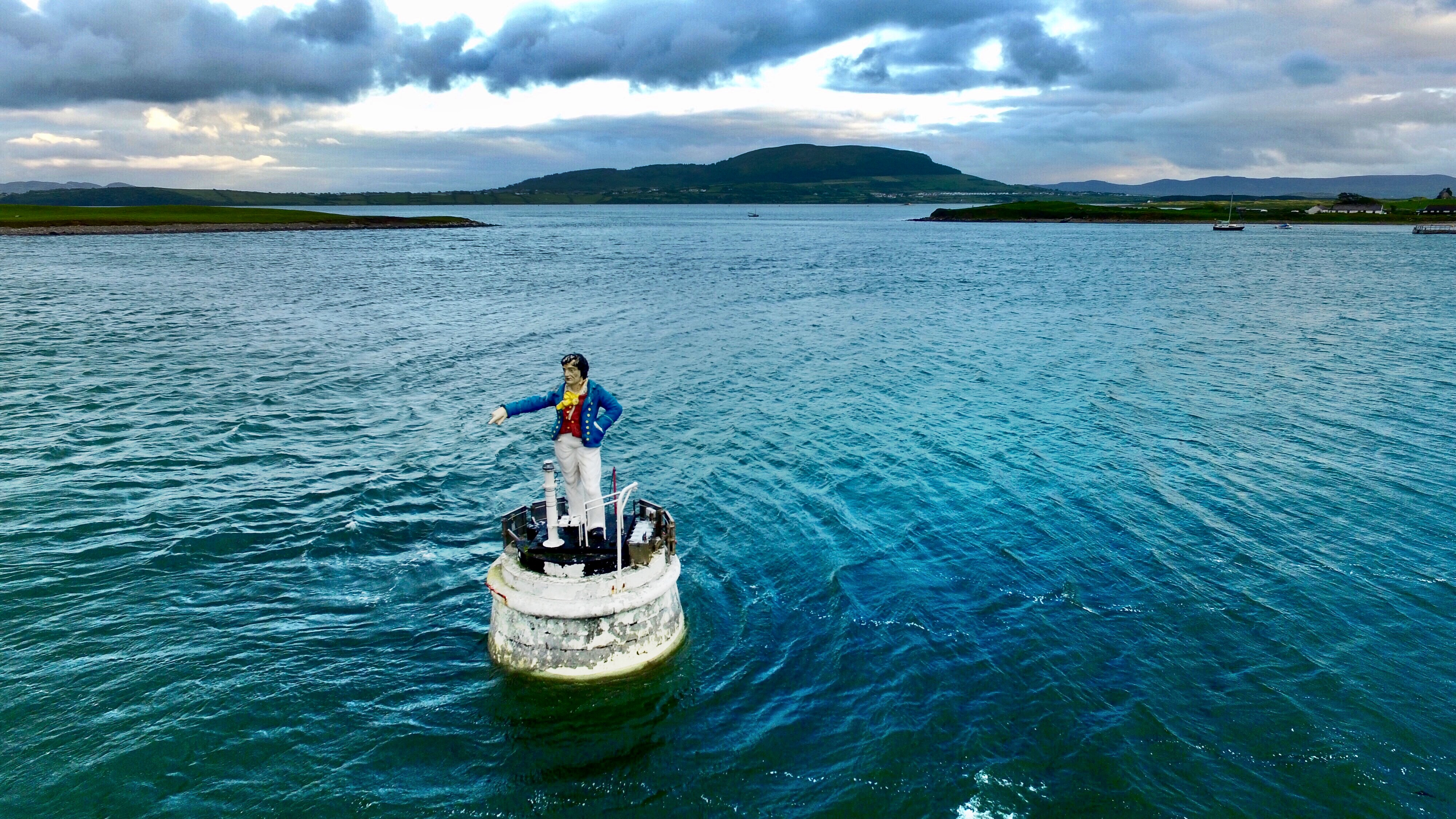
Metal Man Beacon, à Rosses Point, dans le comté de Sligo.

Le comté de Sligo (en irlandais : Contae Shligigh) est une circonscription administrative de la république d'Irlande située dans la province du Connacht sur la côte nord-ouest de l'île d'Irlande.
Le comté est bordé à l'ouest par le comté de Mayo, au sud par celui de Roscommon et à l'est par celui de Leitrim. Il fait 1 836 km2 et comprend 70 198 habitants (en 2022).

## Comtés limitrophes
| océan Atlantique Mayo | océan Atlantique | Leitrim   |
| Mayo                  | comté de Sligo   | Leitrim   |
| Mayo Roscommon        | Roscommon        | Roscommon |

## Les villes du comté
Sa ville principale, qui lui a donné son nom, est Sligo.
- Achonry, Aclare
- Ballinafad, Ballymote, Ballysadare, Beltra
- Carney, Carrickbanagher, Castlebaldwin, Cliffony, Cloonacool, Collooney, Coolaney,
- Dromore West, Drumcliffe
- Easkey
- Gurteen, Grange
- Inishcrone
- Kilglass, Knocknahur
- Monasteraden, Mullaghmore
- Rathbraughan, Riverstown, Rosses Point
- Skreen, Strandhill
- Toorlestraun, Tubbercurry

## Transport du comté
- Gare de Collooney

## Culture et patrimoine
- les vestiges mégalithiques ;
- le village de Drumcliff ;
- les bains d'algues de Kilcullen ;
- le musée d'émigration de Culkin ;
- la ferme de Woodville ;
- le cimetière de tombes mégalithiques ;
- Enniscrone ;
- Innisfree.

## Personnalités liées au comté de Sligo
- Seamus Tansey, joueur d'Irish flute.